# Женская волейбольная Евролига 2022
13-й розыгрыш женской волейбольной Евролиги — международного турнира по волейболу среди женских национальных сборных стран-членов ЕКВ — проходил с 24 мая по 2 июля 2022 года с участием 14 команд (9 — в Золотой лиге, 5 — в Серебряной лиге). Победителем Золотой лиги стала сборная Франции. В Серебряной лиге первенствовала сборная Швеции.

## Команды-участницы
| Золотая лига                                                                         | Серебряная лига                               |
| ------------------------------------------------------------------------------------ | --------------------------------------------- |
| Босния и Герцеговина Венгрия Испания Румыния Словакия Украина Франция Хорватия Чехия | Люксембург Португалия Словения Швеция Эстония |

## Система розыгрыша
Соревнования проводятся в двух дивизионах — Золотой и Серебряной лигах. На предварительном этапе 9 команд Золотой лиги разделены на три группы. В группах команды играют в два круга. В финальный этап выходят победители групп и лучшая команда из числа занявших в группах вторые места. Эти 4 команды составляют две полуфинальные пары, в которых проводят по одному матчу. Победители полуфиналов в финальном матче определяют победителя турнира 
5 команд Серебряной лиги проводят двухкруговой турнир, две лучшие команды по итогам которого в финальном матче разыгрывают первенство.
Первичным критерием при распределении мест в группах являлось общее количество побед. При равенстве этого показателя в расчёт брались соотношение партий, мячей, результаты личных встреч. За победы со счётом 3:0 и 3:1 команды получали по 3 очка, за победы 3:2 — по 2 очка, за поражения 2:3 — по 1 очку, за поражения 0:3 и 1:3 очки не начислялись.
По группам предварительного этапа Золотой лиги команды-участницы были распределены по системе «змейка» в соответствии с их рейтингом ЕКВ по состоянию на сентябрь 2021 года (указан в скобках). Таким образом были сформированы 3 группы предварительного этапа Золотой лиги. 
Золотая лига
| Группа A                                                         | Группа B                                            | Группа С                                                |
| ---------------------------------------------------------------- | --------------------------------------------------- | ------------------------------------------------------- |
| Болгария (4) Франция (14) Испания (15) Босния и Герцеговина (24) | Хорватия (9) Словакия (13) Беларусь (16) Чехия (21) | Азербайджан (11) Украина (12) Румыния (16) Венгрия (18) |

Болгария, Беларусь и Азербайджан отказалась от участия.

## Золотая лига

### Предварительный этап

#### Группа А
| М | Команда              | 1   | 2       | 3       | И | В | П | С/П  | О  |
| - | -------------------- | --- | ------- | ------- | - | - | - | ---- | -- |
| 1 | Франция              |     | 3:1     | 3:0     | 4 | 4 | 0 | 12:2 | 12 |
| 2 | Босния и Герцеговина | 1:3 |         | 1:3 3:0 | 4 | 1 | 3 | 6:9  | 3  |
| 3 | Испания              | 0:3 | 3:1 0:3 |         | 4 | 1 | 3 | 3:10 | 3  |

25 мая.  Дюнкерк.
Франция — Испания 3:0 (25:13, 25:17, 25:18).
28 мая.  Тузла.
Босния и Герцеговина — Испания 1:3 (24:26, 23:25, 25:21, 23:25).
1 июня.  Арн.
Франция — Босния и Герцеговина 3:1 (25:17, 25:20, 22:25, 25:19).
4 июня.  Тузла.
Босния и Герцеговина — Франция 1:3 (25:18, 18:25, 19:25, 23:25).
8 июня.  Овьедо.
Испания — Босния и Герцеговина 0:3 (16:25, 18:25, 24:26).
11 июня.  Вальядолид.
Испания — Франция 0:3 (17:25, 18:25, 20:25).

#### Группа В
| М | Команда  | 1       | 2       | 3       | И | В | П | С/П  | О |
| - | -------- | ------- | ------- | ------- | - | - | - | ---- | - |
| 1 | Чехия    |         | 3:0 1:3 | 3:1     | 4 | 3 | 1 | 10:5 | 9 |
| 2 | Хорватия | 0:3 3:1 |         | 3:0 3:2 | 4 | 3 | 1 | 9:6  | 8 |
| 3 | Словакия | 1:3     | 0:3 2:3 |         | 4 | 0 | 4 | 4:12 | 1 |

25 мая.  Вараждин.
Хорватия — Чехия 0:3 (21:25, 16:25, 15:25).
28 мая.  Вараждин.
Хорватия — Словакия 3:0 (25:19, 25:20, 29:27).
1 июня.  Нитра.
Словакия — Чехия 1:3 (20:25, 21:25, 25:23, 22:25).
4 июня.  Карловы Вары.
Чехия — Словакия 3:1 (23:25, 25:23, 25:15, 25:17).
8 июня.  Попрад.
Словакия — Хорватия 2:3 (25:20, 25:21, 23:25, 18:25, 13:15).
11 июня.  Злин.
Чехия — Хорватия 1:3 (25:20, 23:25, 20:25, 12:25).

#### Группа С
| М | Команда | 1       | 2       | 3       | И | В | П | С/П  | О |
| - | ------- | ------- | ------- | ------- | - | - | - | ---- | - |
| 1 | Румыния |         | 3:2 1:3 | 3:2 3:0 | 4 | 3 | 1 | 10:7 | 7 |
| 2 | Украина | 2:3 3:1 |         | 3:1 2:3 | 4 | 2 | 2 | 10:8 | 8 |
| 3 | Венгрия | 2:3 0:3 | 1:3 3:2 |         | 4 | 1 | 3 | 6:11 | 3 |

24 мая.  Александрия.
Румыния — Украина 3:2 (25:15, 22:25, 19:25, 25:21, 15:12).
25 мая.  Александрия.
Румыния — Украина 1:3 (13:25, 25:20, 20:25, 19:25).
28 мая.  Будапешт.
Венгрия — Румыния 2:3 (25:27, 25:23, 25:21, 18:25, 11:15).
2 июня.  Будапешт.
Венгрия — Украина 1:3 (27:25, 17:25, 18:25, 19:25).
4 июня.  Будапешт.
Венгрия — Украина 3:2 (25:17, 12:25, 20:25, 25:20, 16:14).
8 июня.  Александрия.
Румыния — Венгрия 3:0 (25:20, 25:19, 25:13).

#### Итоги
По итогам предварительного этапа в полуфинал вышли победители групп (Франция, Чехия, Румыния) и лучшая из команд, занявших в группах вторые места (Хорватия). 

### Плей-офф

#### Полуфинал
16 июня.  Простеёв.
Чехия — Румыния 3:2 (25:22, 23:25, 25:22, 21:25, 15:11).
16 июня.  Орлеан.
Франция — Хорватия 3:0 (25:16, 25:17, 25:13).

#### Финал
| 19 июня 2022 | \| Франция \| 3:0 cev.eu \| Чехия \| \| Нина Стоилькович Элена Казот (11) Леандра Олинга-Андела (6) Люсиль Жикёйль (20) Амели Ротар (6) Аманда Сильвес (12) Амандин Жардино (либеро) Лея Ратаири (3) \| Голы \| Клара Палтинова (5) Магдалена Егларжова (4) Габриэла Орвошова (11) Михаэла Млейнкова (6) Вероника Трнкова (5) Катержина Валкова Вероника Досталова (либеро) Дениса Павликова (1) Квета Грабовска Эва Свободова (1) Магдалена Буковска Эла Коулисиани Люси Блажкова \| | Орлеан Palais des sports d'Orléans 2174 зрителей |
| Счёт по партиям — 25:22, 27:25, 25:14. Время матча — 1 час 26 минут. Судьи: Оана Кристина Форту, Карлос Роблес Гарсия.                                       | | |
| Франция | 3:0 cev.eu | Чехия |
| Нина Стоилькович Элена Казот (11) Леандра Олинга-Андела (6) Люсиль Жикёйль (20) Амели Ротар (6) Аманда Сильвес (12) Амандин Жардино (либеро) Лея Ратаири (3) | Голы | Клара Палтинова (5) Магдалена Егларжова (4) Габриэла Орвошова (11) Михаэла Млейнкова (6) Вероника Трнкова (5) Катержина Валкова Вероника Досталова (либеро) Дениса Павликова (1) Квета Грабовска Эва Свободова (1) Магдалена Буковска Эла Коулисиани Люси Блажкова |

### Итоги

#### Положение команд
| Франция                   |
| Чехия                     |
| 3—4. Румыния              |
| 3—4. Хорватия             |
| 5—6. Украина              |
| 5—6. Босния и Герцеговина |
| 7—9. Венгрия              |
| 7—9. Испания              |
| 7—9. Словакия             |

#### Призёры
Франция: Элена Казот, Амандин Жардино, Манон Бернанр, Нина Стоилькович, Люсиль Жикёйль, Изалин Саже-Вейдер, Аманда Сильвес, Эва Элуга, Леандра Олинга-Андела, Лея Ратаири, Эмили Респо, Алимату Ба, Сабин Эвежен. Тренер — Эмиль Руссо.
  Чехия: Вероника Трнкова, Габриэла Орвошова, Эва Свободова, Магдалена Буковска, Эла Коулисиани, Даниэла Дигринова, Катержина Валкова, Вероника Досталова, Дениса Павликова, Магдалена Егларжова, Михаэла Млейнкова, Клара Фалтинова, Квета Грабовска, Люси Блажкова. Тренер — Яннис Атанасопулос.

#### Индивидуальные призы
MVP:  Люсиль Жикёйль

## Серебряная лига

### Предварительный этап
| М | Команда    | 1       | 2       | 3       | 4       | 5   | И | В | П | С/П   | О  |
| - | ---------- | ------- | ------- | ------- | ------- | --- | - | - | - | ----- | -- |
| 1 | Швеция     |         | 2:3 3:2 | 3:0     | 3:2 3:0 | 3:0 | 8 | 7 | 1 | 23:7  | 20 |
| 2 | Португалия | 3:2 2:3 |         | 3:0 1:3 | 3:2 3:1 | 3:0 | 8 | 6 | 2 | 21:11 | 17 |
| 3 | Словения   | 0:3     | 0:3 3:1 |         | 3:2 2:3 | 3:0 | 8 | 4 | 4 | 14:15 | 12 |
| 4 | Эстония    | 2:3 0:3 | 2:3 1:3 | 2:3 3:2 |         | 3:0 | 8 | 3 | 5 | 16:17 | 11 |
| 5 | Люксембург | 0:3     | 0:3     | 0:3     | 0:3     |     | 8 | 0 | 8 | 0:24  | 0  |

25 мая.  Мислиня.
Словения — Люксембург 3:0 (25:23, 25:12, 25:14).
25 мая.  Виана-ду-Каштелу.
Португалия — Эстония 3:2 (25:23, 25:15, 22:25, 26:28, 15:13).
28 мая.  Мислиня.
Словения — Швеция 0:3 (13:25, 13:25, 19:25).
29 мая.  Люксембург.
Люксембург — Эстония 0:3 (19:25, 21:25, 16:25).
1 июня.  Виана-ду-Каштелу.
Португалия — Словения 3:0 (25:21, 25:14, 25:22).
1 июня.  Люксембург.
Люксембург — Швеция 0:3 (22:25, 15:25, 10:25.
4 июня.  Лунд.
Швеция — Португалия 2:3 (22:25, 25:21, 18:25, 25:21, 13:15).
4 июня.  Мислиня.
Словения — Эстония 3:2 (25:18, 18:25, 23:25, 25:22, 15:11).
8 июня.  Тарту.
Эстония — Швеция 2:3 (12:25, 25:23, 25:23, 22:25, 11:15).
8 июня.  Санту-Тирсу.
Португалия — Люксембург 3:0 (25:12, 25:13, 25:21).
12 июня.  Лунд.
Швеция — Эстония 3:0 (25:20, 25:20, 25:12).
12 июня.  Люксембург.
Люксембург — Португалия 0:3 (8:25, 15:25, 15:25).
15 июня.  Тарту.
Эстония — Словения 3:2 (27:25, 25:20, 25:27, 23:25, 15:10).
15 июня.  Санту-Тирсу.
Португалия — Швеция 2:3 (13:25, 25:21, 24:26, 32:30, 19:21).
18 июня.  Лунд.
Швеция — Люксембург 3:0 (25:11, 25:13, 25:14).
18 июня.  Марибор.
Словения — Португалия 3:1 (26:24, 25:23, 16:25, 25:20).
22 июня.  Лунд.
Швеция — Словения 3:0 (25:19, 25:20, 25:16).
22 июня.  Тарту.
Эстония — Люксембург 3:0 (25:14, 25:16, 25:22).
26 июня.  Люксембург.
Люксембург — Словения 0:3 (17:25, 16:25, 17:25).
26 июня.  Тарту.
Эстония — Португалия 1:3 (25:20, 23:25, 22:25, 19:25).

#### Итоги
По итогам предварительного этапа в вышли вышли две лучшие команды — Швеция и Португалия.

### Финал
2 июля.  Лунд
 Швеция —  Португалия
3:0 (25:19, 25:21, 25:16).

### Итоги

#### Положение команд
| (10). Швеция       |
| (11). Португалия   |
| 3 (12). Словения   |
| 4 (13). Эстония    |
| 5 (14). Люксембург |

В скобках — места в общей классификации розыгрыша Евролиги-2022.

#### Призёры
Швеция: Линда Андерссон, Юнна Вассерфаллер, Сесилия Мальм, Софи Шёберг, Далила-Лилли Топич, Ребекка Лазич, Изабель Хок, Александра Лазич, Хильда Густафссон, Вильма Андерссон, Анна Хок, Клара Андерссон, Элин Ларссон, Кирстен ван Леусен. Тренер — Лаури Хакала.
  Португалия: Габриэла Коэльо, Ана Коуту, Катя Оливейра, Элиана Дуран, Даниэла Лоурейру, Алисе Клементе, Марта Хюрст, Жуана Резенде, Карина Моура, Маргарида Мая, Алине Родригеш, Юлия Коваленко, Мария Лопеш, Барбара Гомеш. Тренер — Уго Силва.

#### Индивидуальные призы
MVP:  Александра Лазич.